# الكنيسة الهوسية التشيكوسلوفاكية

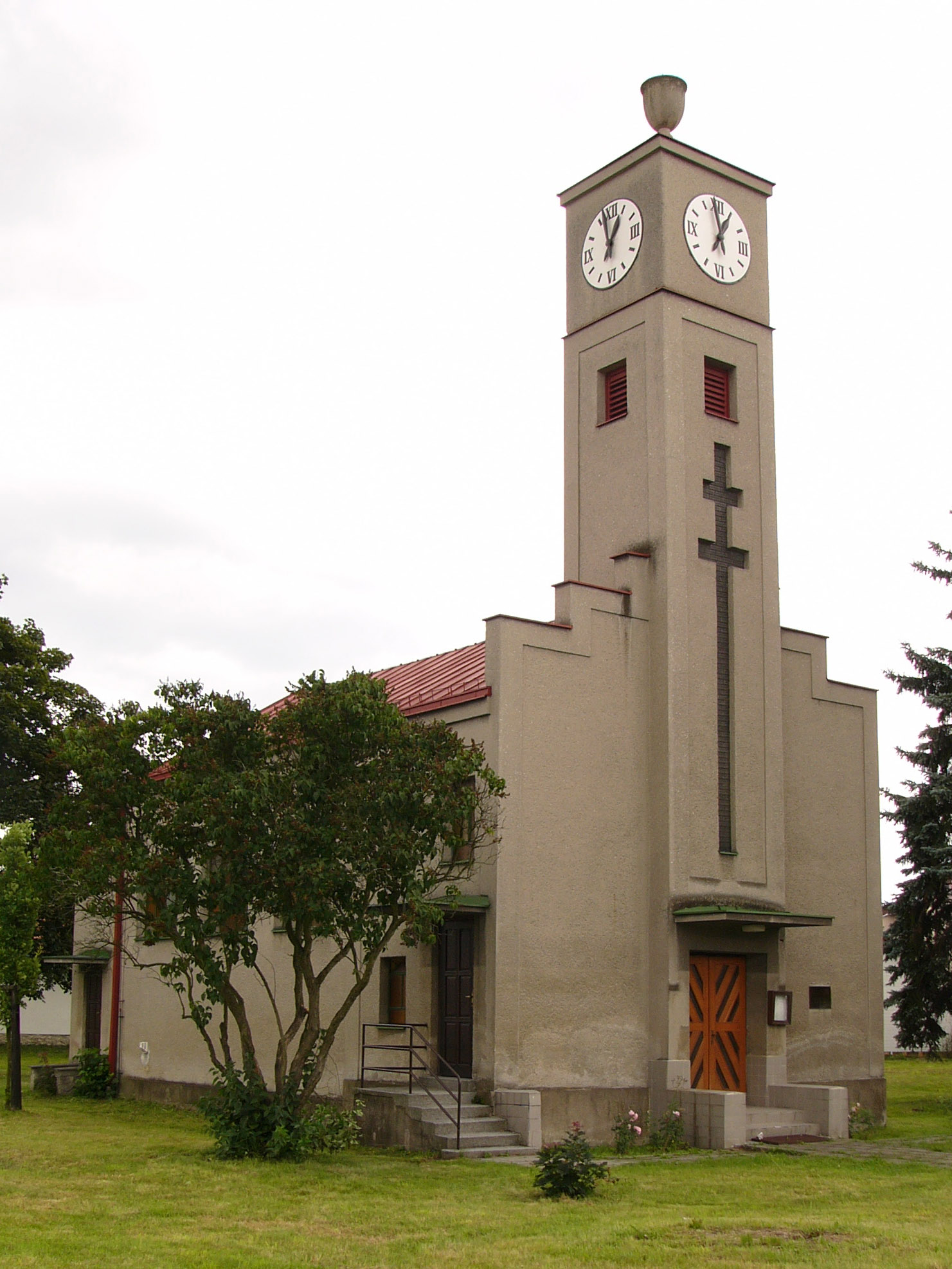
كنيسة هوسية في أولوموتس.

الكنيسة الهوسية التشيكوسلوفاكية (بالتشيكية: Církev československá husitská)‏ هي كنيسة مسيحية بروتستانتية إنفصلت من الكنيسة الرومانية الكاثوليكية بعد الحرب العالمية الأولى في تشيكوسلوفاكيا السابقة، وإتبعت تعاليم المصلحين الهوسيين مثل يان هوس، هذه الكنيسة تأسست بدعم من رئيس تشيكوسلوفاكيا توماس ماساريك.